# Constantin Ștefan (fotbalist, n. 1939)
Constantin Ștefan (n. 3 iunie 1939, București, România – d. 11 septembrie 2012, București, România) a fost un fotbalist român, care a jucat pe postul de fundaș stânga.

## Carieră
Constantin Ștefan s-a născut la 3 iunie 1939 în București, România. Și-a început cariera la echipele de juniori ale clubului Voința București în 1953 și a debutat apoi ca senior în 1957, jucând doi ani la echipa CPCS București în Divizia B și Divizia C. Ulterior, el a jucat timp de două sezoane și jumătate pentru echipa Dinamo Obor București din Divizia B, ajungând în finala Cupei României din 1960⁠(d), pe care a pierdut-o cu 2–0 în fața Progresului București.
A debutat în Divizia A pe 11 noiembrie 1961, jucând pentru echipa Dinamo București într-un meci câștigat cu 4–1 în deplasare împotriva Progresului și a înregistrat un total de 16 apariții în primul său sezon, când clubul a câștigat titlul în Divizia A, lucrând cu trei antrenori Traian Ionescu, Constantin Teașcă și Nicolae Dumitru. În următoarele trei sezoane, Ștefan a ajutat clubul să câștige încă trei titluri, în primele două sezoane fiind antrenat de Dumitru și Ionescu, care l-au folosit în 25 de meciuri în primul și în 19 meciuri în al doilea, în timp ce în cel de-al treilea a jucat în 22 de meciuri sub îndrumarea lui Angelo Niculescu. În perioada petrecută la Câinii Roșii, a câștigat și două Cupe ale României, fiind folosit toate minutele atât de Ionescu în victoria cu 5–3 asupra rivalei Steaua București în finala din 1964⁠(d), cât și de Bazil Marian în finala din 1968⁠(d) câștigată cu 3–1 în fața echipei Rapid București. A câștigat un alt titlu în Divizia A în ultimul sezon al carierei sale, în care antrenorii Dumitru și Ionescu i-au oferit opt apariții, ultima sa apariție ca jucător având loc pe 20 iunie 1971, într-un meci cu Universitatea Cluj, terminat cu scorul 2–2.
Ștefan a cumulat un total de 189 de meciuri în Divizia A și 11 meciuri în competițiile europene, inclusiv într-o victorie istorică cu 2–1 asupra echipei italiene Inter Milano în Cupa Campionilor Europeni 1965-1966 (care câștigase ultimele două ediții ale competiției), obținând toate aceste performanțe ca jucător al echipei Dinamo București. A avut gradul de locotenent în cadrul Ministerului Afacerilor Interne (în 1968).

## Moartea
Constantin Ștefan a murit pe 12 septembrie 2012, la vârsta de 73 de ani, în orașul natal București.

## Palmares
Dinamo Obor București
- Cupa României: finalist (1959–60)[4]

Dinamo București
- Divizia A: 1961–62, 1962–63, 1963–64, 1964–65, 1970–71[1][2]
- Cupa României: 1963–64, 1967–68[2]

## Distincții
- Medalia „Meritul Sportiv” clasa I (8 mai 1968) „pentru contribuția deosebită adusă la dezvoltarea mișcării de cultură fizică și sport și pentru merite deosebite în activitatea sportivă de performanță, cu prilejul împlinirii a 20 de ani de la înființarea Clubului sportiv «Dinamo»-București al Ministerului Afacerilor Interne”[8]